# Thongchai Oampornwiman
Thongchai Oampornwiman (thailändisch ทองชัย อัมพรวิมาน, * 22. Juni 1998) ist ein thailändischer Fußballspieler.

## Karriere
Thongchai Oampornwiman steht seit 2020 beim Khon Kaen FC unter Vertrag. Wo er vorher gespielt hat, ist unbekannt. Der Verein aus Khon Kaen spielte in der zweithöchsten thailändischen Liga, der Thai League 2. Sein Zweitligadebüt gab er am 18. Oktober 2020 im Auswärtsspiel beim Uthai Thani FC. Hier wurde er in der 90. Minute für Eiman Kaabi eingewechselt. Am Ende der Saison 2021/22 musste er mit Khon Kaen als Tabellenvorletzter in die dritte Liga absteigen. Für Khon Kaen stand er achtmal in der Liga auf dem Spielfeld. Nach dem Abstieg verließ er den Verein und schloss sich dem Drittligisten Maejo United FC an. Mit dem Verein aus Chiangmai spielt er in der Northern Region der Liga. Am Ende der Saison 2023/24 wurde er mit dem Verein Vizemeister der Region. In den Aufstiegsspielen zur zweiten Liga konnte man sich jedoch nicht durchsetzen. Am Ende der Saison 2024/25 wurde er mit dem Verein Meister der Region.

## Erfolge
Maejo United FC
- Thai League 3 – North: 2024/25